# قلوب وألماسات (فلم 1914)
قلوب وألماسات (بالإنجليزية: Hearts and Diamonds) هو فيلم قصير صامت أمريكي من إنتاج عام 1914 وإخراج جورج د. بيكر.

## روابط خارجية
- قلوب وألماسات على موقع IMDb (الإنجليزية)
- قلوب وألماسات على موقع فيلمافينيتي (الإسبانية)
- قلوب وألماسات على موقع قاعدة بيانات الفيلم (الإنجليزية)
- قلوب وألماسات على موقع ليتربوكسد (الإنجليزية)
- قلوب وألماسات على موقع كينوبويسك (الروسية)